# ابراهیما کونه (بازیکن فوتبال، زاده ۱۹۹۹)

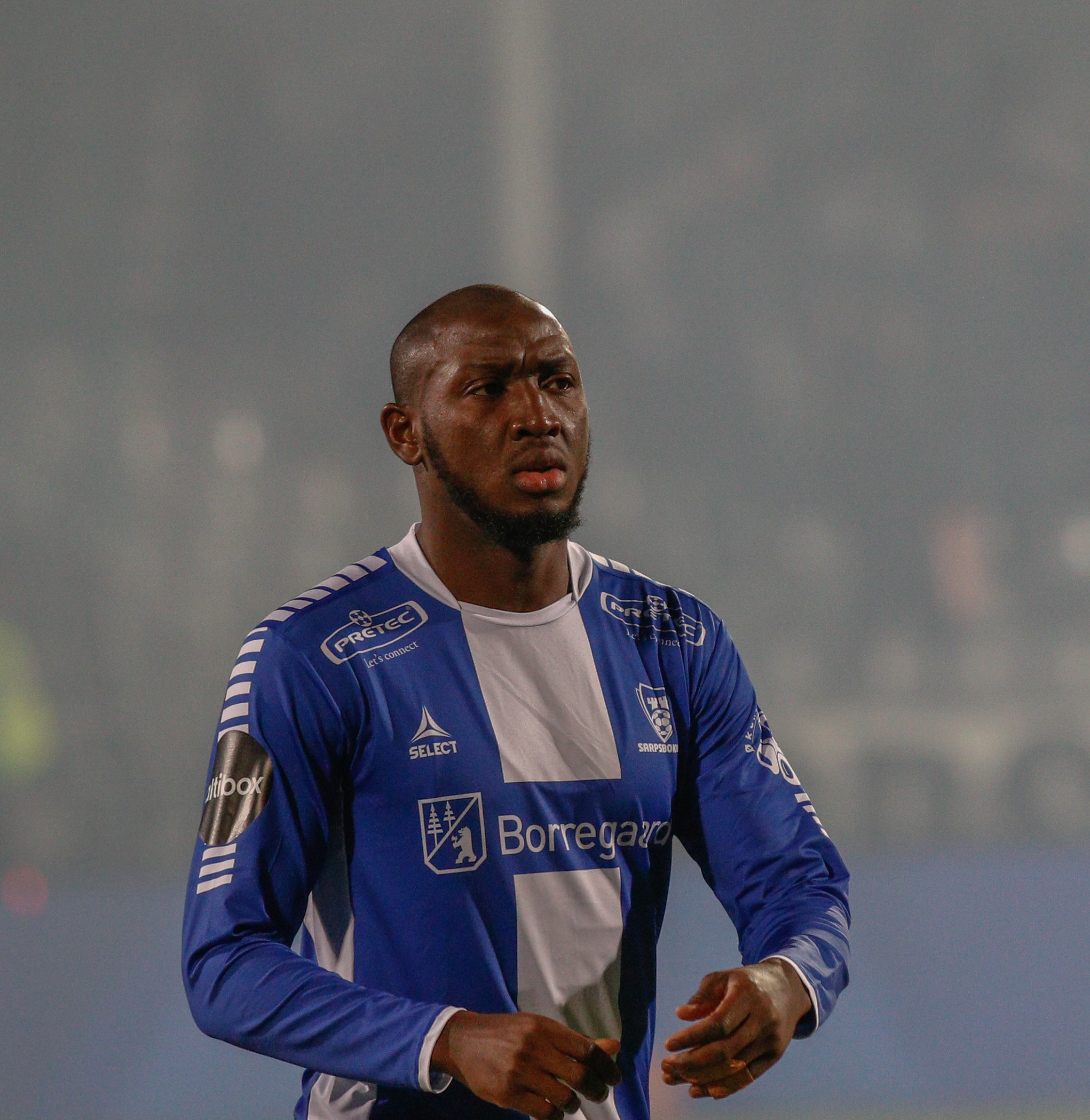
ابراهیما کونه در سال ۲۰۲۱

ابراهیما کونه (انگلیسی: Ibrahima Koné؛ زادهٔ ۱۶ ژوئن ۱۹۹۹) بازیکن فوتبال اهل مالی است.
از باشگاه‌هایی که در آن بازی کرده‌است می‌توان به باشگاه ورزشی آدانا دمیرسپور اشاره کرد.
وی همچنین در تیم ملی مالی، بازی کرده‌است.